# Райзли, Фрэнк
Фрэнк Лоример Райзли (англ. Frank Lorymer Riseley; 6 июля 1877, Клифтон,  Бристоль, Англия — 6 февраля 1959, Торки, Девон, Англия) — британский теннисист, двукратный победитель Уимблдонского турнира в мужском парном разряде, обладатель Кубка Дэвиса в составе сборной Великобритании.

## Общая информация
Родился 6 июля 1877 года в Бристоле, в семье страхового агента, англичанина Генри Лоримера Райзли и его супруги, валлийки Фиби Райзли (в девичестве Гринуэй). Был шестым и самым младшим ребенком в семье. Старшие брат и сестра  Фрэнка, Артур Генри (1874-1961) и Фиби Райзли (1870-1950), также не без успеха соревновались на теннисных турнирах: Фиби выиграла турнир в Эксмуте, в женском одиночном разряде в 1899 и играла в третьем круге Уимблдонского чемпионата в 1909, Артур соревновался в финале турнира в Уотерлу, в 1897, где в двух сетах уступил своему младшему брату Фрэнку.
Фрэнк Райзли известен, в основном, своими выступлениями на Уимблдоне. Трижды (1903, 1904, 1906) он играл в финале (в матче вызова) в одиночном разряде, но каждый раз терпел поражение от Лоуренса Дохерти. В парной игре доходил до финала в течение пяти лет подряд (1902-1906) и одержал две победы (1902, 1906). Во всех финалах его партнёром был Сидни Смит, а соперниками братья Реджинальд и Лоуренс Дохерти.
Из других турниров, в одиночном разряде по одному разу выигрывал: соревнования в Уотерлу (1897); Чемпионат Шотландии (1902 год, победа в трех сетах над Чарльзом Притчетом); Чемпионат Ирландии и Чемпионат Европы, и Northern Lawn Tennis Association Tournament (все три турнира в 1906 году).
В 1904 году стал обладателем Кубка Дэвиса в составе команды Великобритании. Райзли внёс значительный вклад в завоевание трофея, выиграв два одиночных матча. Всего провёл три матча за сборную (третий — четвертьфинал 1922 года, против команды Италии, в паре с Элджерноном Кингскотом) и выиграл все.

## Стиль игры
Как теннисист Фрэнк Райзли отличался своей мощной атакующей игрой у сетки.

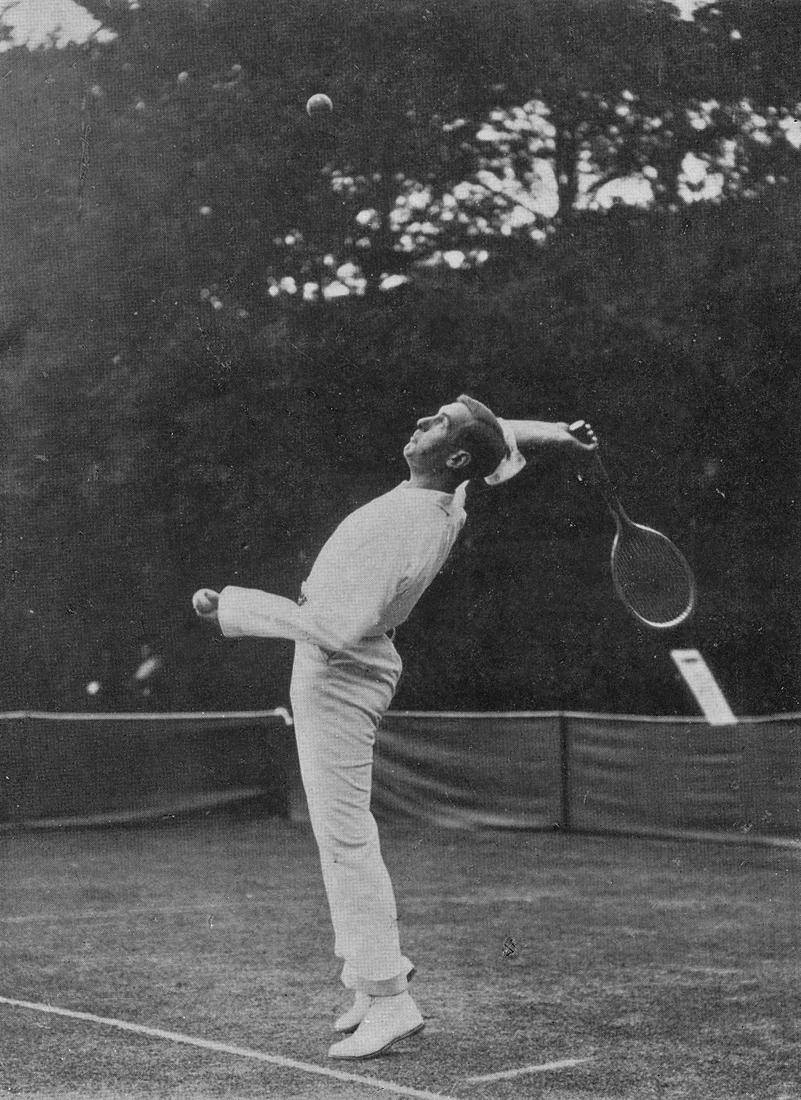
Фрэнк Райзли выполняет подачу